# Liopropoma mitratum
Liopropoma mitratum är en fiskart som beskrevs av Lubbock och Randall, 1978. Liopropoma mitratum ingår i släktet Liopropoma och familjen havsabborrfiskar. Inga underarter finns listade i Catalogue of Life.